# Astronomia de radar

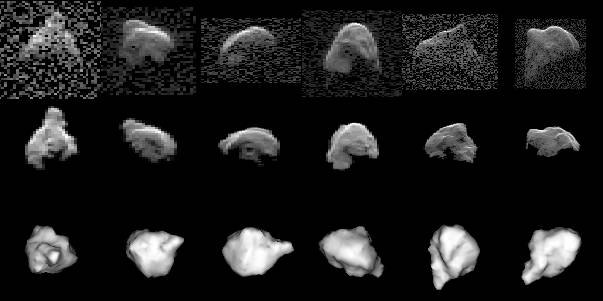
Imagens de radar e modelo computado do asteroide 1998 JM8.

Astronomia de radar é uma técnica de observação de objetos astronômicos próximos refletindo micro-ondas nos objetos e analisando os ecos. Esta pesquisa tem sido conduzida por décadas. A astronomia de radar difere da radioastronomia no fato que esta última é uma observação passiva, e a astronomia de radar é ativa. Sistemas de radar tem sido usados para uma grande gama de estudos no sistema solar. A transmissão de radar pode ser em pulsos ou contínua.
A força do sinal de retorno do radar é proporcional ao inverso da quarta potência da distância. Instalações atualizadas, transceivers com energia maior, e um aparato melhorado aumentaram as oportunidades observacionais.
As técnicas de radar fornecem informações que não estão disponíveis por outras formas, como testar a relatividade geral ao observar Mercúrio, e apresentando um valor mais refinado para a unidade astronômica. Imagens de radar informam as formas e propriedades da superfície de corpos sólidos que não poderiam ser obtidas por outras técnicas baseadas em terra.

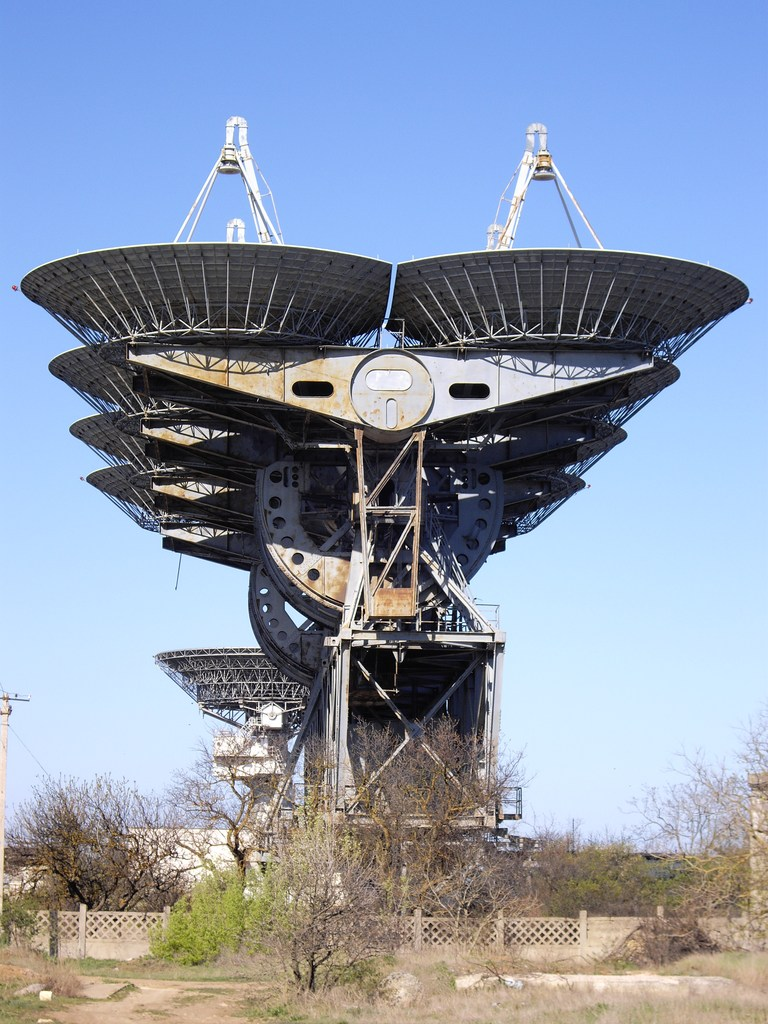
Primeiro radar planetário, USSR, 1960.

Uma astrometria extremamente precisa fornecida por radar é crítica em previsões de longo prazo de impactos de asteroide com a Terra, como ilustrado pelo objeto 99942 Apophis. Em particular, observações ópticas medem de forma bastante precisa onde um objeto aparece no céu, mas não podem medir a distância de forma precisa. O radar, por outro lado, mede diretamente a distância ao objeto (e a velocidade com que a distância se altera). A combinação de observações ópticas e de radar normalmente permite a predição das órbitas para décadas, e algumas vezes séculos, no futuro.

## Vantagens
- Controle de atributos do sinal (forma da onda, modulação de tempo/frequência e polarização);
- Definição espacial dos objetos;
- Precisão nas medidas de atraso Doppler;
- Penetração em meios opticamente opacos;
- Sensível a altas concentrações de metal ou gelo.

## Desvantagens
- A força do sinal cai muito rapidamente com a distância do alvo;
- É necessário uma boa efeméride do alvo antes de observá-lo.

## Corpos planetários
Esta é uma lista de corpos planetários que foram observados desta forma:
Marte - o mapeamento da rugosidade da superfície pelo Radiotelescópio de Arecibo. A missão Mars Express carrega um radar de penetração no solo.
Mercúrio - Um valor mais preciso da distância da Terra observada (teste da relatividade geral). Período rotacional, libração, mapeamento da superfície, especialmente das regiões polares.
Vênus - primeira detecção de radar em 1960. Período de rotação propriedades básicas da superfícies. A missão Magellan mapeou o planeta inteiro usando um radioaltímetro.
Lua - primeira detecção em 1946 - relevo superficial, mapeamento de regiões polares que estão na sombra.
Sistema de Júpiter - satélites galileanos
Sistema de Saturno - Anéis e Titã a partir do Radiotelescópio de Arecibo, mapeamento da superfície de Titã e observações de outras luas pela espaçonave Cassini.
Terra - numerosos radares aéreos mapearam o planeta inteiro, para vários objetivos. Um exemplo ´eo Shuttle Radar Topography Mission, que mapeou a Terra inteira com resolução de 30m.

## Asteroides e cometas

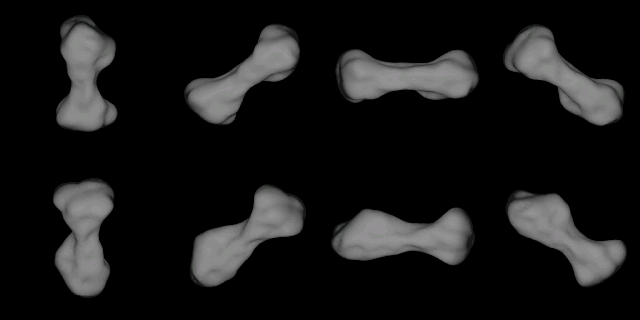
Modelo computacional do asteroide (216) Kleopatra, baseado em análise de radar.

O radar permite o estudo da forma, tamanho e rotação de asteroides e cometas a partir do chão. O imageamento de radar tem produzido imagens com resolução de até 1,5 metros. Com dados suficientes, o tamanho, forma, rotação e albedo de radar dos asteroides podem ser determinados.
Somente alguns poucos cometas foram estudados por radar, incluindo 73P/Schwassmann-Wachmann. Tem sido feitas observações de radar em mais de 220 asteroides próximos da Terra  e mais de 100 asteroides do cinturão principal.